# Репная (станция)
Репная — грузовая и пассажирская станция Северо-Кавказской железной дороги, расположенная на территории населённого пункта Репная.

## Деятельность
На станции осуществляется продажа пассажирских билетов, приём и выдача багажа.
Осуществляется приём и выдача грузов повагонными и мелкими отправками, имеются подъездные пути.
Также имеется здание станции, где расположены кассы и зал ожидания.
В 7 км от станции находится карьер, откуда вывозятся вагоны с камнепродукцией для последующей транспортировки потребителям.